# Dimorphodon
Dimorphodon /daɪˈmɔːrfədɒn/ là một chi thằn lằn bay sống vào đầu kỷ Jura, nó được đặt tên bởi nhà cổ sinh vật học Richard Owen năm 1859. 

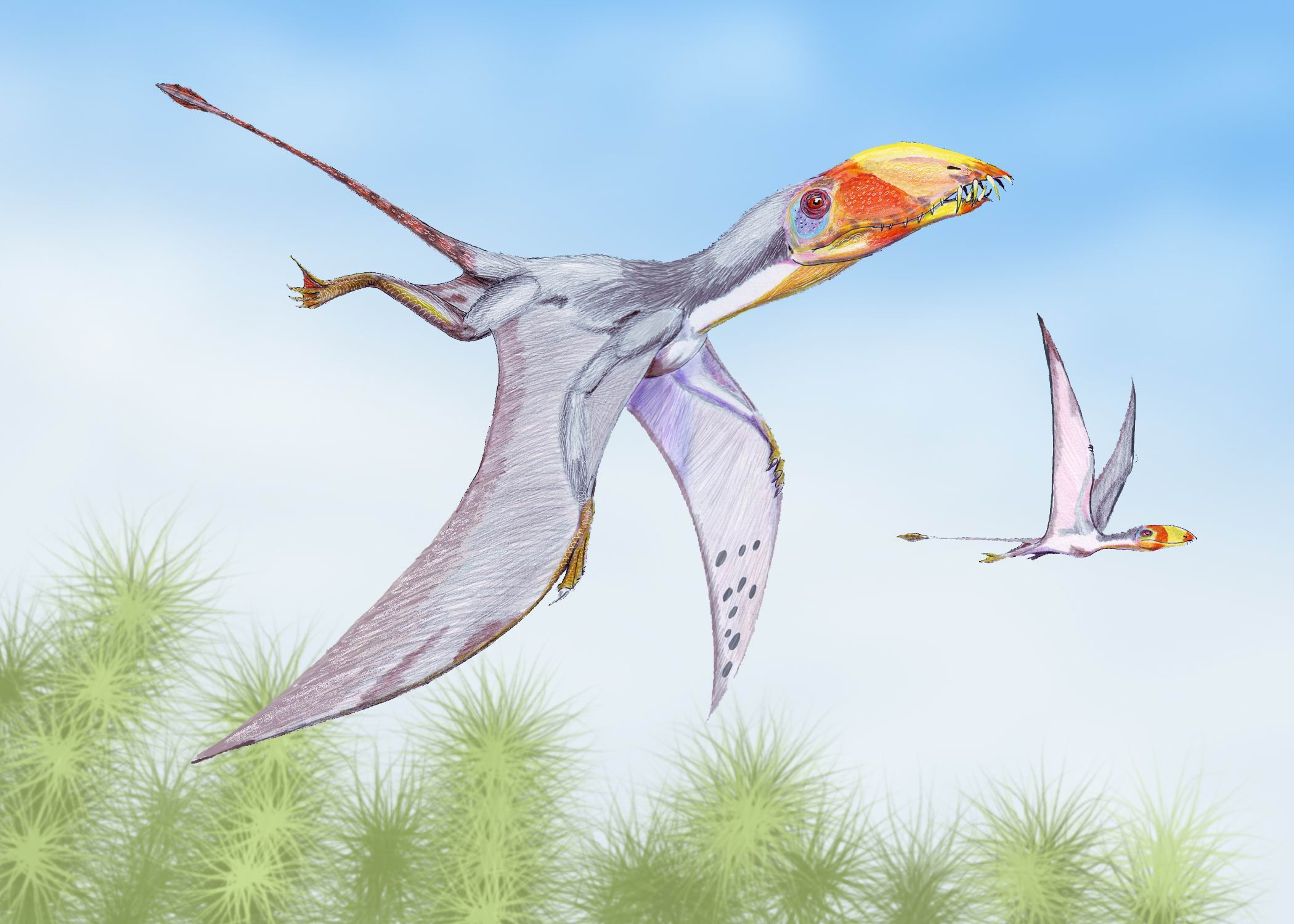
D. macronyx

Cấu trúc cơ thể Dimorphodon thể hiện nhiều đặc điểm nguyên thủy, như một đôi cánh khá ngắn theo tỉ lệ. Cơ thể của Dimorphodon trưởng thành dài 1 metre (3.3 ft), với sải cánh 1.45 metre (4.6 ft).